# Збиття рейсу Korean Air 007

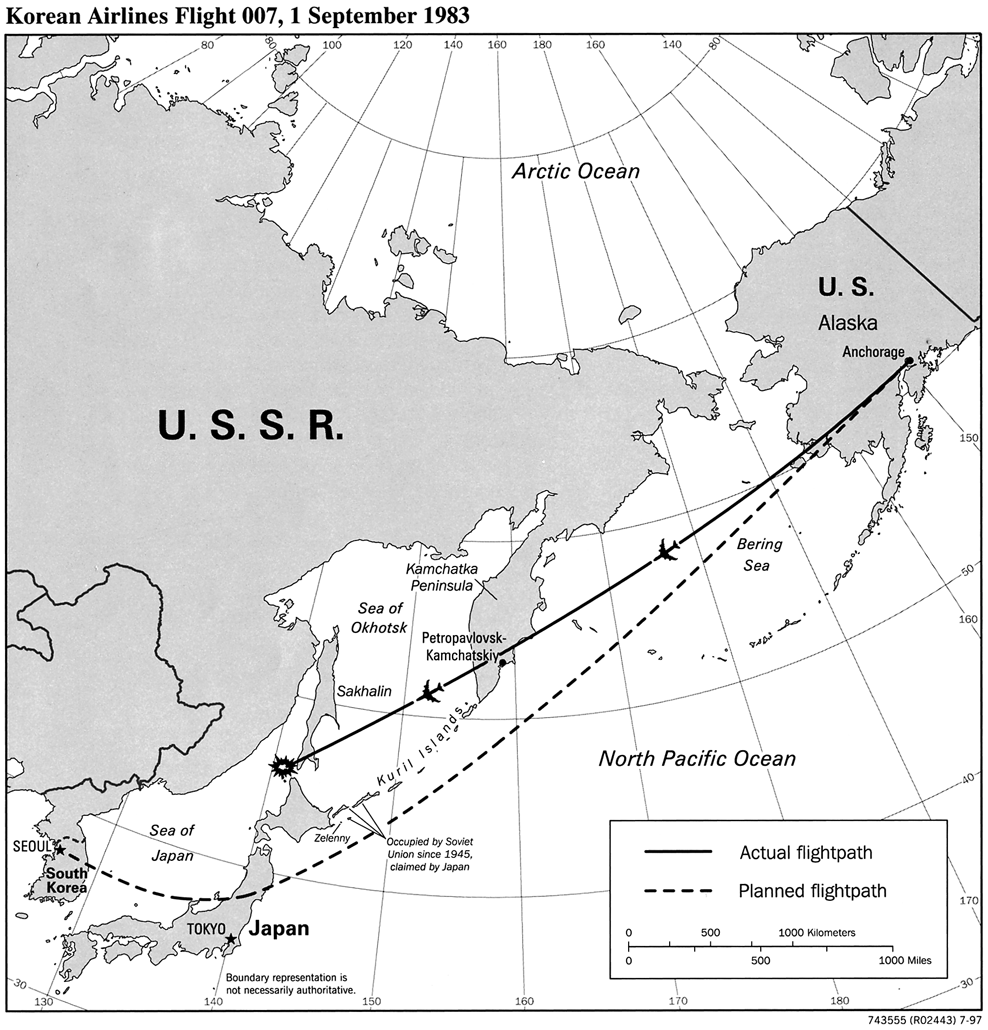
Плановий і реальний маршрути «корейського Боїнга»

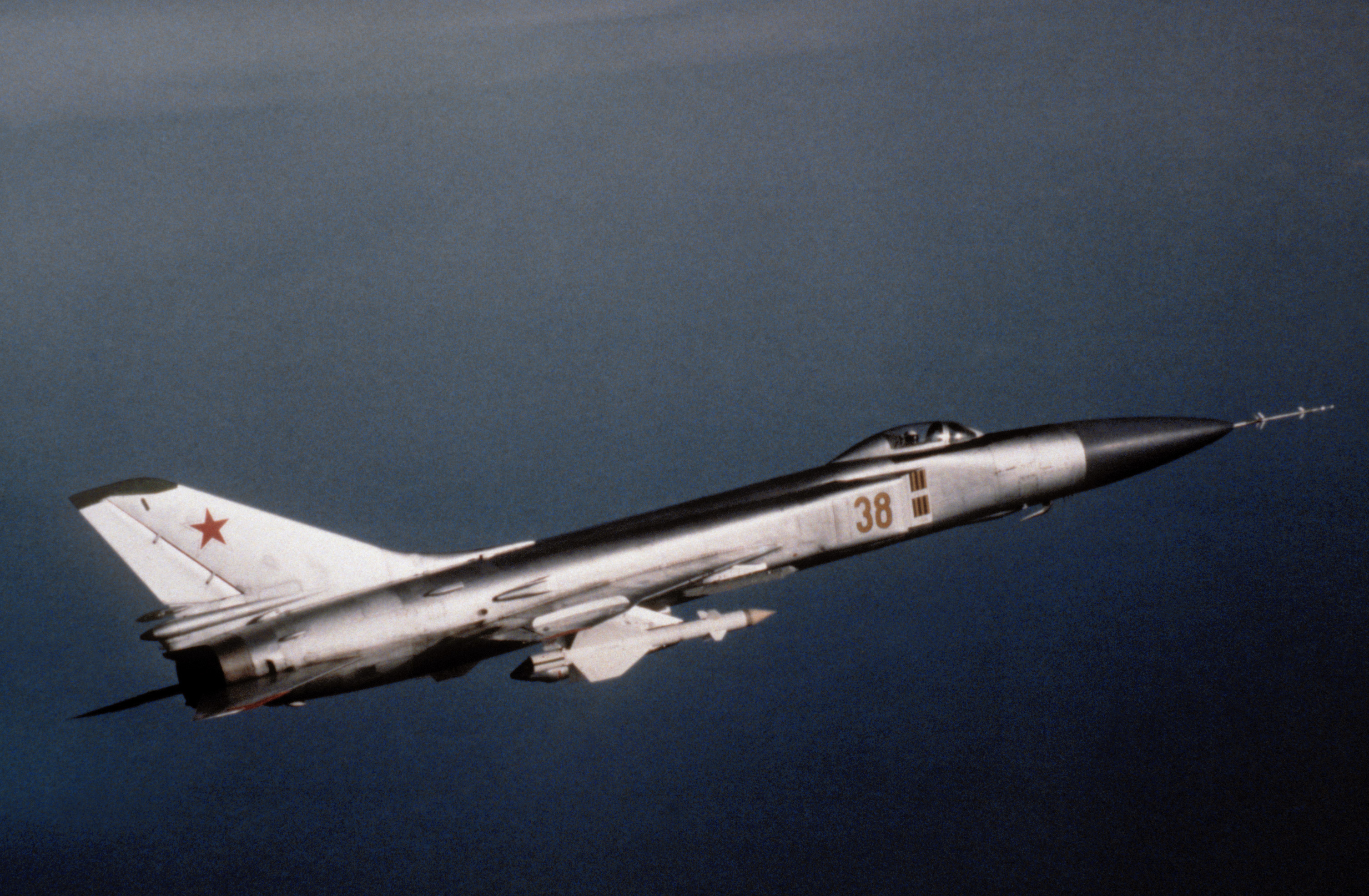
Су-15 — винищувач, який здійснив перехоплення

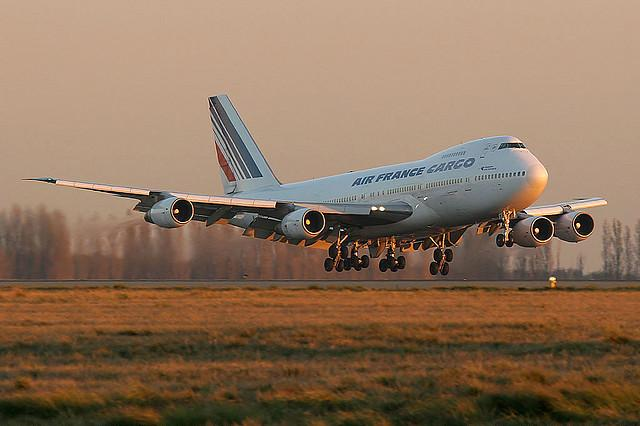
Боїнг-747. Літак цього типу був збитий над Сахаліном

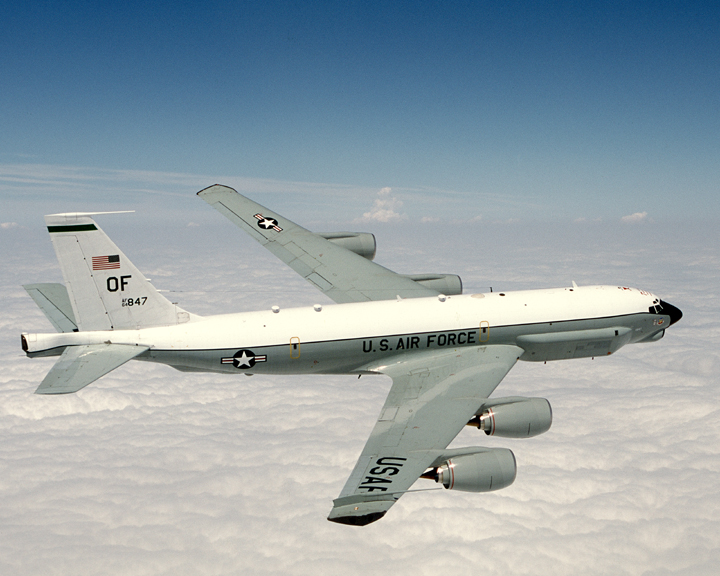
RC-135, за який помилково був прийнятий корейський авіалайнер

Інцидент з рейсом Korean Air 007 — авіакатастрофа, що сталася у ніч на 1 вересня 1983 року. Літак Boeing 747-230B південнокорейської авіакомпанії Korean Air Lines виконував свій звичайний рейс KE007 за маршрутом Нью-Йорк — Анкоридж — Сеул. Планувалося що рейс буде проходити в нейтральних водах Тихого океану. Але, скоріше за все через неправильно налаштованого автопілота літак відхилився від назначеного курсу вправо і влетів в закритий повітряний простір СРСР. Спочатку літак пролетів над півостровом Камчатка і над Охотським морем. Потім він залетів у повітряний простір острова Сахалін і до нього вирушив радянський винищувач Су-15. Він деякий час супроводжував літак над островом, але потім випустив дві ракети «повітря — повітря». Одна ракета не влучила, а інша влучила у хвостову частину фюзеляжу літака. Літак впав до протоки Лаперуза в 37 кілометрах на південий захід від Сахаліну. Загинуло 269 осіб — 246 пасажирів і 23 члени екіпажу.

## Історія
Літак авіакомпанії Korean Air Lines зайшов у закритий повітряний простір СРСР, пройшов над низкою радянських військових об'єктів і, після невдалих спроб примусити літак до посадки на радянській території, був збитий винищувачем-перехоплювачем «Су-15» та розбився на південний захід від острова Сахалін. Під час аварії ніхто не вижив, серед жертв виявився діючий депутат Палати представників Конгресу США Ларрі Макдональд. Збитим літаком виявився Боїнг «747-230B», що перевозив 246 пасажирів і 23 члени екіпажу за маршрутом Нью-Йорк — Сеул (з дозаправленням в Анкориджі), який відхилився від курсу на 500 кілометрів. Основні версії причин події — помилка пілотів і провокація з боку спецслужб США.
З рейсом 007 пов'язано безліч розрізнених непояснених фактів, непідтверджених чи суб'єктивних свідчень, суперечливих заяв і чуток, які є прекрасним підґрунтям для сумнівів і альтернативних теорій.
Подія викликала серйозне загострення і без того непростих відносин між СРСР і США.

### Історичний контекст
Після введення військ СРСР до Афганістану та обрання президентом США Рональда Рейгана настав новий виток холодної війни.
Навесні 1982 року дві авіаносні групи обігнули Камчатку і вийшли в Охотське море, на берегах якої розташовувалися бази радянських ракетних підводних човнів.
Наприкінці березня 1983 три авіаносці увійшли у води Алеутських островів, де протягом трьох тижнів проводили навчання. 4 квітня 6 літаків А-7 в районі Малої Курильської гряди увійшли в повітряний простір СРСР на глибину від 2 до 30 км над територіальними водами СРСР і провели умовне бомбометання по території острова Зелений, зробивши кілька заходів для атаки по наземних цілях.
За результатами розслідування інциденту 4 квітня, наказом міністра оборони СРСР були прийняті термінові заходи щодо заміни літаків МіГ-21 та МіГ-23, що базувалися на Курилах і Сахаліні на сучасніші МіГ-31 для припинення можливих провокацій.

### Деталі інциденту

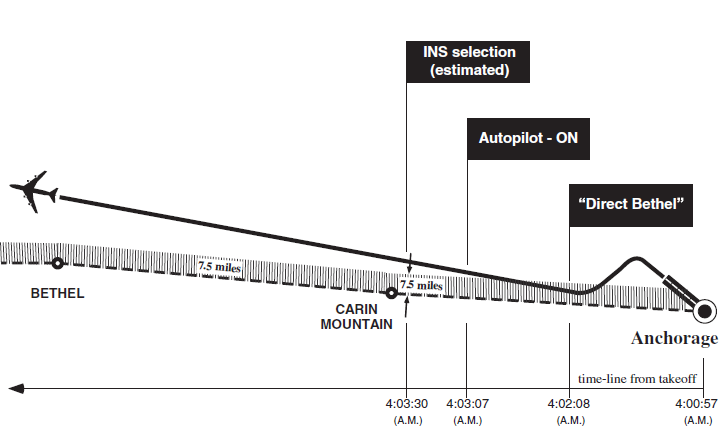
Відхилення маршруту рейсу з моменту зльоту до проходження радіомаяка Bethel

Боїнг 747-230B (реєстраційний номер HL7442), що належав південнокорейській авіакомпанії Korean Air, виконував регулярний рейс за маршрутом Нью-Йорк —Сеул. Літак вилетів із Нью-Йорка 31 серпня, потім здійснив посадку в Анкориджі для дозаправлення. 1 вересня о 3:00 за місцевим часом (13:00 GMT) він вилетів із Анкориджа і взяв курс на Сеул. На борту перебувало 246 пасажирів і 23 члени екіпажу. Маршрут польоту повинен був проходити над Тихим океаном на схід від Камчатки, потім над Японією, оминаючи територію СРСР.
Проте майже з самого початку польоту літак почав відхилятися від наміченого маршруту на захід. Рейс був спрямований прямо на радіомаяк Бетел (Bethel) і далі за маршрутом R20. Замість цього, літак почав відхилятися від курсу і пройшов за 20 кілометрів на північ від маяка Бетел. У той же час в повітрі перебував американський літак-розвідник RC-135, який на деякий час зблизився з Боїнгом. Представлені пізніше радянською стороною дані радіолокаційних спостережень, які показували, що KAL007 зблизився з розвідувальним літаком RC-135 настільки, що мітки на екранах радарів злилися. Після цього Боїнг попрямував углиб території СРСР, а RC-135 — за маршрутом, близьким до міжнародної повітряної траси. Ймовірно, радянське ППО з цієї миті і далі вело KAL 007 як американський розвідник, чому сприяли подібні розміри і конструкція планерів літаків. Це підтверджує і та обставина, що всі спроби зв'язатися з порушником радянською стороною робилися на військових частотах. При цьому пілоти цивільного Боїнга могли просто не чути вимог радянської ППО.
На територіях, над якими пролетів Боїнг, знаходилися військові об'єкти, і польоти іноземних літаків у цьому районі були заборонені. При наближенні до Камчатки, на його перехоплення було піднято шість винищувачів МіГ-23. На лайнер неодноразово передавалося радіоповідомлення про порушення меж повітряного простору СРСР. Літак перехопити не вдалося, він покинув повітряний простір СРСР і продовжив політ над Охотським морем, винищувачі повернулися на базу. При прольоті контрольної точки Ніппі (Nippi; 4 години після зльоту), літак відхилявся від курсу вже на 300 кілометрів, прямуючи у бік Сахаліну.
Назустріч Боїнгу о 17:42 і 17:54 GMT були підняті два винищувачі Су-15 з бази Долинська-Сокіл. О 18:16 рейс 007 повторно увійшов у повітряний простір СРСР над островом Сахалін. Максимальне відхилення від звичайної траси досягало 500 кілометрів. Винищувач-перехоплювач наздогнав порушника і якийсь час супроводжував його. Перехоплювач, перебуваючи поза зоною огляду пілотів KAL007 зробив кілька довгих попереджувальних черг з авіагармати, витративши в загальній кількості 243 снаряди. Пілот перехоплювача відзначав, що постріли були проведені бронебійними, а не трасуючими снарядами, тому пілоти лайнера могли не помітити попереджувальних пострілів. Однак він впевнений, що вони помітили його присутність, тому що почали істотно знижувати швидкість. Радянський пілот прийняв ці дії за спробу зменшити швидкість нижче швидкості звалювання у штопор для перехоплювача і тим самим відходу від перехоплення.
О 18:26 GMT надійшов наказ командування про знищення порушника і винищувач Су-15 збив лайнер двома ракетами Р-60. Літак впав неподалік від острова Монерон. Усі, хто перебував на його борту, загинули.
Після того, як стало відомо, що літак був збитий, і було визначено приблизне місце, де це сталося, були організовані пошуки уламків. У них брали участь радянські, американські та японські судна. Через вкрай загострені відносини між країнами пошуки не були скоординованими. Кожна сторона розраховувала знайти підтвердження своєї версії подій, тому не тільки не було обміну інформацією, але й вживалися заходи для дезінформації іншої сторони.
У результаті пошукової операції уламки літака були знайдені радянськими водолазами, були підняті всі прилади, включаючи бортові самописці («чорні ящики»), однак вони не були доступні світовій громадськості аж до їх оприлюднення другою комісією з розслідування ІКАО 1993 року.

### Офіційні заяви і реакція у світі
У первісному повідомленні ТАРС, опублікованому 3 вересня, йшлося лише про порушення кордону і про те, що, покинувши повітряний простір СРСР, порушник «зник з екранів радарів». Пізніше радянське керівництво визнало, що літак був збитий.
Офіційна позиція, представлена маршалом Н. В. Огарковим на прес-конференції 9 вересня, полягала в тому, що порушення кордону було навмисним і являло собою розвідувальну сплановану акцію, метою якої було вивчення радянської системи ППО в цьому районі.

«За столом із вуст Андропова ми дізналися, що напередодні наші льотчики збили південнокорейський літак. „Передбачалося, що повітряний простір порушив літак-розвідник, а виявилося, це був цивільний літак. Є людські жертви, — пояснив він. І додав: — Людей, звичайно, шкода, але наша служба ППО діяла правильно.“»

Дії Радянського Союзу викликали хвилю обурення і протесту на заході. Американський президент Рональд Рейган назвав пригоду «злочином проти людства, який ніколи не повинен бути забутим», «актом варварства і нелюдської жорстокості». Рейган також заявив, що після завершення розробки система навігації GPS буде вільно доступна для цивільних цілей, таких як повітряна навігація.
2 вересня Федеральна адміністрація з авіації закрила авіалінію R-20 для цивільної авіації, проте під тиском авіакомпаній, які втратили один з найкоротших маршрутів між Аляскою і Східною Азією, відкрила її 2 жовтня.
У 1986 році СРСР, США і Японія створили єдину систему стеження за рухом авіатранспорту над північною частиною Тихого океану, тим самим СРСР взяв на себе відповідальність за спостереження за польотами цивільної авіації в даному регіоні. Крім того, було встановлено прямий зв'язок між диспетчерськими службами всіх трьох країн.
Геннадій Миколайович Осипович, що пілотував винищувач-перехоплювач Су-15, у 1984 році був нагороджений орденом Червоної зірки з формулюванням «за успіхи в бойовій і політичній підготовці», помер у 2015 році. Льотчик неодноразово заявляв, що лише виконував наказ, але ніколи не вважав, що збитий ним корейський Боїнг — звичайний пасажирський літак.

### Міжнародні розслідування
Міжнародна організація цивільної авіації (ІКАО) провела два розслідування: одне безпосередньо після катастрофи та інше через вісім років — після того, як за вказівкою Президента Б. М. Єльцина на початку 1993 року в ІКАО були передані копії всіх записів «чорних ящиків» та копії всіх переговорів між командними пунктами на Далекому Сході в ніч з 31 серпня на 1 вересня. Записи бортових самописців Боїнга показують, що він весь час летів з постійним магнітним курсом 245°, ймовірно, під керуванням автопілота. Аж до влучення в літак ракети пілоти були спокійні і вели звичайні розмови. Ніщо не свідчить про те, що вони знали про відхилення від маршруту або бачили перехоплювач.
Обидві комісії дійшли висновку, що найбільш імовірною причиною відхилення від маршруту польоту було те, що пілоти KAL007 неправильно налаштували автопілот і потім не виконували належних перевірок для уточнення поточних координат. Тобто порушення повітряного простору СРСР було ненавмисним, і насправді корейський авіалайнер не брав участі у розвідувальної операції. Цей висновок передбачає повну некомпетентність або кричущу недбалість корейського екіпажу.
7 листопада 1988 окружний суд округу Колумбія в США відмовився обмежити верхню межу розміру компенсацій, яких зажадали родичі американських пасажирів у авіакомпанії Korean Air. Суд вирішив, що положення Варшавської конвенції, які обмежують цю межу, не можуть бути застосовані, тому що в діях пілотів містяться ознаки свідомого нехтування своїми обов'язками («willful misconduct»). Суд вказав, зокрема, на те, що після інциденту з південнокорейським Боїнгом 1978 року пілоти компанії повинні були бути ознайомлені з методами дій радянських перехоплювачів.

### Конспірологічні версії
Існує думка, що інцидент з Боїнгом є всього лише частиною великої операції, що проводилася США в небі на східних межах СРСР.
У книзі «Сахалінський інцидент. Справжня місія рейсу KAL 007» дослідник Мішель Брюн стверджує, що 1 вересня 1983 повітряний простір СРСР порушили і згодом були збиті радянськими силами ППО як мінімум дев'ять літаків. Там же стверджується, що південнокорейський Boeing 747 рейсу KAL 007 насправді був збитий набагато південніше (приблизно на 400 миль/640 кілометрів — тобто над територією Японії) від тієї точки, яка визнана в офіційній версії, і не радянськими ВПС. Як обґрунтування наводяться заяви, що при пошукових роботах біля острова Монерон не було знайдено жодного трупа пасажира, було піднято велику кількість побутового сміття, був знайдений уламок стабілізатора надзвукового літака. Автор заявляє, що уламки не могли бути віднесені на південь, бо в цій місцевості є тільки течія з півдня на північ. Разом з цим, автор багато разів особисто знаходив уламки матеріалу комірчастої структури (з якої виконана обшивка Боїнга) в зоні прибою в рибальських селах в околицях Ніїгати. «Збитий» Боїнг КАЛ-007 виходив на зв'язок з Ніїгатою через 50 хвилин після своєї нібито загибелі від ракет Г. Йосиповича, після чого дійсно зник. У районі Ніїгати були знайдені уламки американської ракети.
Деякі дослідники висловлюють сумніви, що настільки великий літак як Boeing 747 був збитий однією легкою ракетою Р-60. Як підставу своєї версії ці дослідники приводять інцидент 20 квітня 1978 року, коли інший літак Boeing 747 був лише пошкоджений влучанням двох ракет Р-60 і був змушений зробити аварійну посадку на радянській території.